# Ephedra distachya
Ephedra distachya là một loài thực vật hạt trần trong họ Ephedraceae. Loài này được L. mô tả khoa học đầu tiên năm 1753.